# Orkán Friederike

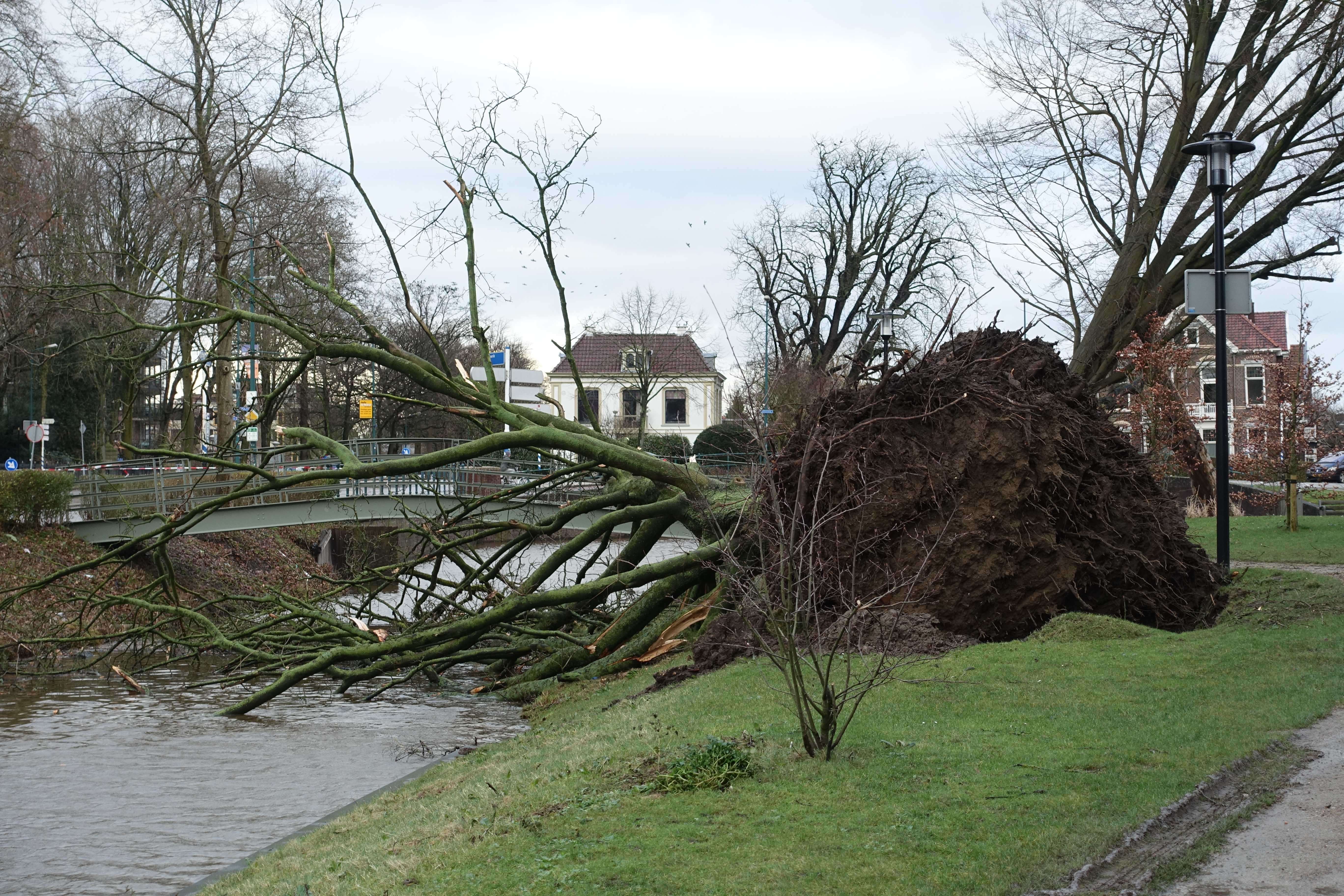
Vyvrácený strom v Nizozemsku

Friederike byla cyklóna, která 18. ledna 2018 zasáhla západní a střední Evropu a dosáhla v nárazech síly orkánu (12° B). Nejvyšší nárazy větru o rychlosti až 205 km/h byly zaznamenány na hoře Brocken v centrálním Německu.
Bouře si vyžádala 13 mrtvých, 1 v Itálii a Belgii, 3 v Nizozemsku a 8 v Německu.